# Valvola termoionica

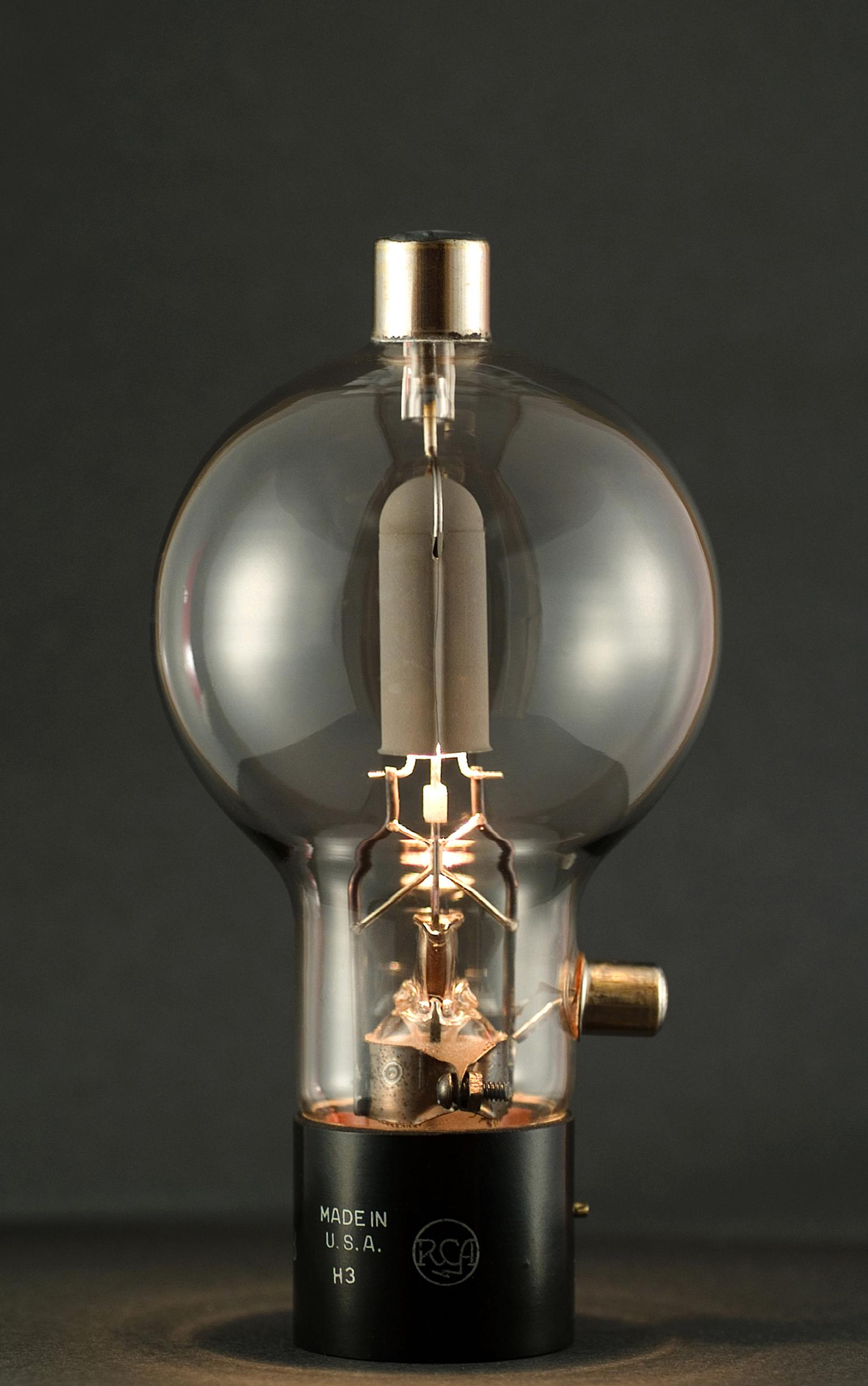
Tubo a vuoto 808 prodotto dalla RCA.

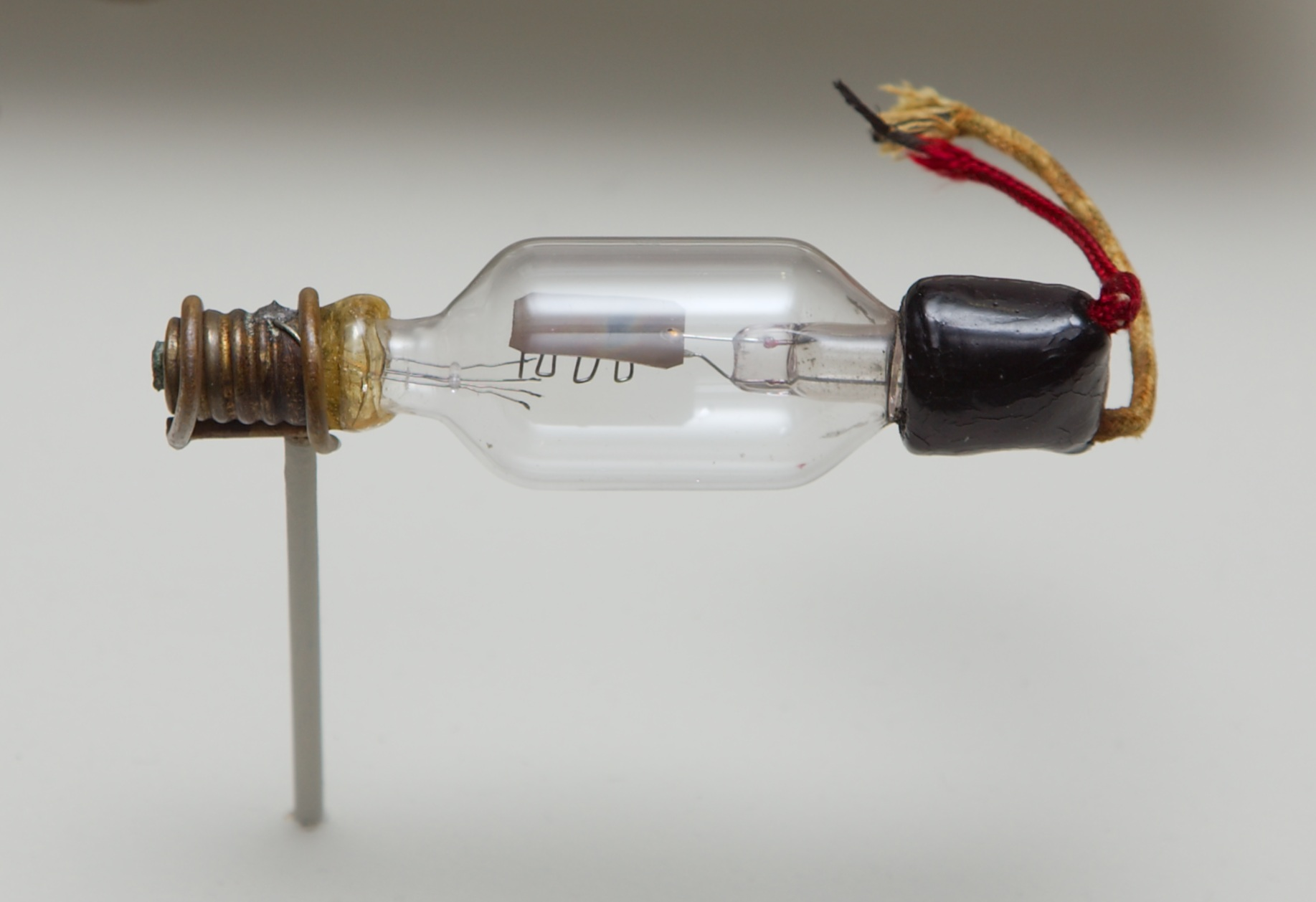
Audion, il primo tipo di triodo

La valvola termoionica (o tubo a vuoto) è stato il primo componente elettronico attivo inventato. Per "attivo" si intende un componente che, grazie a una fonte esterna di energia, fornisce in uscita un segnale più elevato, in potenza, rispetto a quello in ingresso (tale processo è detto amplificazione). Il funzionamento di massima è il seguente:  il catodo emette elettroni per effetto termoionico, cioè per riscaldamento; un flusso di elettroni (corrente) passa dal catodo a un altro elettrodo, l'anodo. L'intensità di corrente (che scorre tra catodo ed anodo) viene controllata dalla tensione applicata ad un terzo elemento (griglia di controllo) frapposto tra i due elettrodi. Poiché il flusso di corrente è dovuto agli elettroni (non a ioni), taluni chiamano il dispositivo valvola termoelettronica.

## Generalità
Sino agli anni sessanta, tubi termoionici di vari tipi venivano impiegati in gran quantità in apparecchiature elettroniche quali ricevitori e trasmettitori radio, televisori e, in generale, in tutti i tipi di amplificatori di segnali elettrici. Anche i primi calcolatori elettronici furono realizzati interamente mediante tubi termoionici. L'invenzione della valvola termoionica rese possibile il passaggio dalla radiotelegrafia alla radiofonia, poiché, amplificando i segnali elettrici, permetteva di trasmettere non più solo impulsi telegrafici, ma anche voci e suoni, inaugurando così l'era dei mass media.
Nel corso degli anni Sessanta e Settanta del Novecento i transistor, nelle loro varie forme e tipologie, hanno soppiantato le valvole in quasi ogni applicazione. Tuttavia per alcuni usi le valvole restano ancora oggi utilizzate. 
Restano gli unici mezzi per amplificare segnali a frequenze elevate con potenze dell'ordine del kilowatt o superiori.
Sono ancora usate in amplificatori per strumenti, attrezzature per produzioni musicali e in dispositivi audio ad "alta fedeltà".
Mentre i semiconduttori non possono essere vantaggiosamente impiegati in presenza di esposizione a radiazioni ionizzanti, in quanto ne risulterebbero danneggiati, i tubi a vuoto risultano immuni a tali radiazioni.
Un tubo a vuoto, il magnetron, è ancora presente in ogni comune forno a microonde. 
Anche il tubo catodico che era di uso comune nei televisori e negli oscilloscopi è un particolare tipo di tubo termoionico.

## Principio di funzionamento

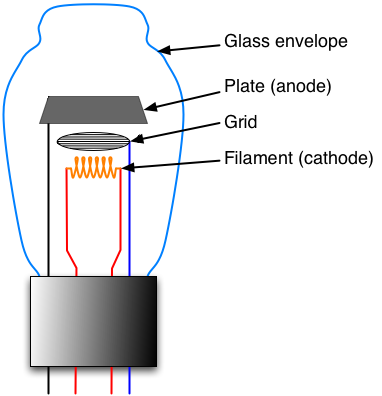
Schema di un triodo

Il tubo termoionico è costituito da un involucro di vetro (in alcuni modelli è di metallo o di ceramica), nel quale è fatto il vuoto, contenente un filamento metallico portato all'incandescenza (tra i 1.000 e i 3.000 °C) facendolo attraversare da una corrente elettrica. Differentemente dalla lampadina, contiene uno o più elementi metallici (a forma di griglia o di schermi), collegabili dall'esterno. Il filamento metallico, o meglio un tubicino metallico che lo avvolge, nel caso di riscaldamento indiretto, è chiamato catodo. L'elemento metallico più esterno è chiamato anodo. Eventuali elementi intermedi sono chiamati griglie.
Il principio di funzionamento del tubo termoionico è quello dell'emissione termoionica: ogni metallo, soprattutto ad alte temperature, emette elettroni, cariche elettriche elementari di segno negativo. Se il catodo è polarizzato negativamente rispetto all'anodo, ovvero se il catodo è collegato al polo negativo di una batteria e l'anodo a quello positivo, si stabilirà un flusso di elettroni, ossia una corrente elettrica, tra catodo e anodo (perché gli elettroni vengono attratti dall'anodo). Se la polarizzazione è opposta, nessuna corrente elettrica passerà tra anodo e catodo, perché l'anodo (freddo) non emette elettroni. Il risultato è quello di un dispositivo in grado di far passare la corrente in un solo senso, detto diodo, questo è usato principalmente come rivelatore o come raddrizzatore.
Nei primi tipi di valvola, il catodo era a riscaldamento diretto, ossia il catodo era costituito dal filamento stesso.
Il sistema venne abbandonato, visti i problemi legati alla necessità di far lavorare i catodi a tensioni diverse (vedi valvole multiple, doppi triodi, triodi-pentodi). Il compito di scaldare il catodo è oggi affidato a un filamento simile a quello delle lampadine a bassa tensione, inserito all'interno di un tubetto in lega di nichel rivestito di elementi che favoriscono l'emissione elettronica (ossidi di bario, stronzio, torio ecc.), che costituisce il catodo. Questa soluzione, detta a riscaldamento indiretto, consente inoltre di alimentare i filamenti di differenti valvole di un'apparecchiatura con una fonte comune, solitamente un avvolgimento secondario apposito di un trasformatore. Il collegamento tra i filamenti può essere in serie o in parallelo.
Se tra catodo e anodo viene posta una griglia metallica, se questa è polarizzata positivamente rispetto al catodo, ma di meno rispetto all'anodo, gli elettroni emessi dal catodo vi saranno attratti e quindi passeranno attraverso le maglie della griglia per raggiungere l'anodo. Contrariamente, se la griglia è polarizzata negativamente, questa respingerà gli elettroni provenienti dal catodo. Pertanto, applicando una tensione variabile tra catodo e griglia, si otterrà un passaggio di corrente tra catodo e anodo che seguirà, amplificandolo, l'andamento del segnale applicato alla griglia stessa. L'effetto risultante è quello di un'amplificazione di tensione. Un tubo termoionico siffatto si dice triodo.
Dopo il triodo, con l'aggiunta di altre griglie, sono stati costruiti gli amplificatori di corrente: tetrodo, pentodo, eptodo (quest'ultimo usato di solito come convertitore di frequenza), così chiamati in base al numero degli elettrodi di controllo. Essi sono stati i primi dispositivi elettronici fondamentali per l'amplificazione dei segnali elettrici, dagli albori dell'elettronica, compiendo quelle funzioni oggi quasi interamente realizzate dai transistor, comunque in alcuni settori dell'Hi-Fi e dell'elettronica di potenza, specie in alta frequenza e nei radar, sono ancora di largo impiego.

## Storia

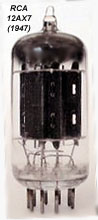
Doppio triodo RCA 12AX7, meglio noto in Europa come ECC83, entrato in produzione nel 1947

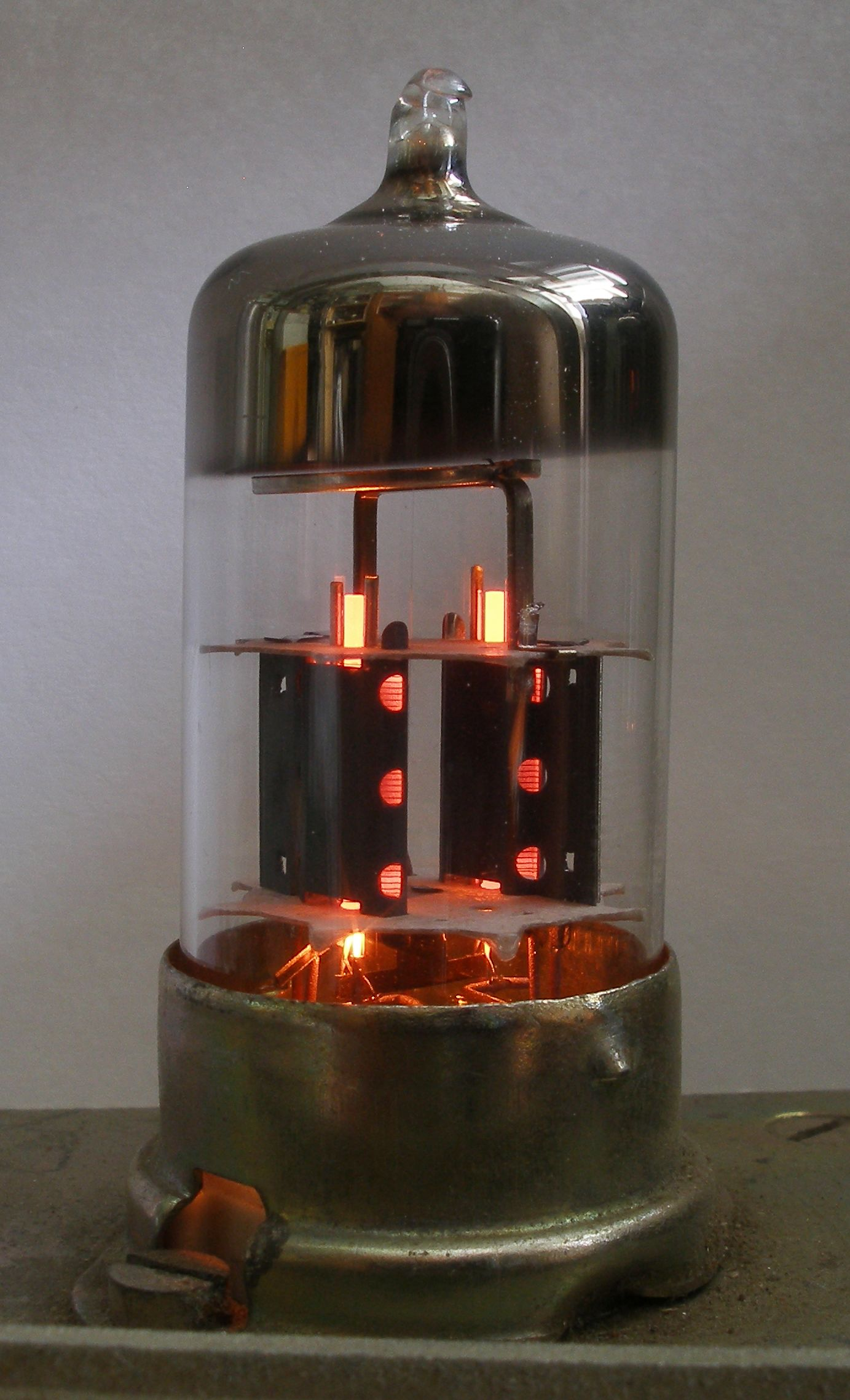
ECC83 in funzione

L'effetto dell'emissione termoionica di elettroni da parte di metalli portati all'incandescenza era già stato scoperto in Inghilterra nel 1873 e fu quindi studiato attentamente dall'inglese Owen Willans Richardson (1879-1959) che per questo ricevette nel 1928 il Premio Nobel. Fu un altro inglese, John Ambrose Fleming (1849-1945), che inventò il diodo nel 1904 e un inventore americano, Lee De Forest, a inventare il triodo nel 1906. Guglielmo Marconi (1874-1937) fu tra i primi a riconoscere l'importanza dei tubi termoionici e a farne uso nei suoi apparati rice-trasmittenti.
Durante la seconda guerra mondiale furono realizzati tubi termoionici per applicazioni militari, miniaturizzati e contenuti in involucri di metallo, più robusti e che potevano sostenere urti notevoli. Radio rice-trasmettitori e strumentazione elettronica utilizzanti questo tipo di tubi termoionici, ma dal progetto più moderno, furono impiegati dagli Stati Uniti anche nella guerra del Vietnam: i nuovi tubi si chiamavano nuvistor, e furono l'ultima versione del tubo termoionico prima della definitiva obsolescenza.

## Altri utilizzi
L'ENIAC, il primo calcolatore interamente elettronico, funzionava per merito di 17468 tubi termoionici (equivalenti ad altrettanti transistor) e utilizzava 160 kW di potenza elettrica praticamente solo per tenerli accesi. Un moderno computer contiene miliardi di transistor e consuma più o meno un millesimo di quella potenza.
Date le inevitabili tolleranze di produzione, la sostituzione delle valvole finali negli amplificatori audio stereofonici ad alta fedeltà e negli amplificatori per strumenti musicali va eseguita utilizzando valvole unite in coppia o quartetto (matched pair, matched quartet) direttamente selezionate dal costruttore stesso delle valvole con un minimo sovrapprezzo.
Anche in alcuni oscilloscopi a doppia traccia degli anni sessanta, e in generale negli strumenti di misura a doppio canale, nei quali i segnali da trattare sono due, ed entrambi da amplificare in ugual misura, la sostituzione dei tubi viene effettuata in coppia, ovvero con due tubi selezionati, forniti dallo stesso costruttore dell'apparecchiatura, o dal costruttore delle valvole, in alcuni casi con caratteristiche peculiari particolarmente adatte alla destinazione d'uso.

## Tipi e impiego delle valvole termoioniche
Per quanto siano stati impiegati migliaia di tubi di tipi differenti, si classificano gli stessi a seconda del numero di elementi elettrici attivi che contengono. Il tubo detto diodo ha, ad esempio, due elettrodi, quello detto triodo ne ha tre, il tetrodo quattro, il pentodo cinque elettrodi. Si adoperano i diodi come raddrizzatori. Si utilizzano gli altri essenzialmente per amplificare i segnali elettrici.

### Diodo
L'anodo e il catodo sono polarizzati a potenziale diverso per mezzo dei terminali corrispondenti del dispositivo. Il catodo è solitamente riscaldato da un apposito filamento, emettendo elettroni per riscaldamento, che sono particelle di carica negativa. Quando l'anodo è polarizzato ad un potenziale più positivo rispetto al catodo, si avrà che gli elettroni emessi dal catodo verranno raccolti dall'anodo, creando così un flusso di cariche attraverso il vuoto, ovvero una corrente elettrica. Se invece l'anodo viene polarizzato ad un potenziale più negativo rispetto al catodo, non si avrà più flusso di cariche, dal momento che gli elettroni emessi da catodo verranno respinti dall'anodo.
Il tubo permette quindi alla corrente di scorrere solamente in un verso, e permette quindi il raddrizzamento della corrente alternata. Nei tubi a potenza più bassa il catodo e il filamento sono elettrodi indipendenti e isolati elettricamente; Il filamento riscalda il catodo e quest'ultimo emette gli elettroni coinvolti nella conduzione (vedi fig. 1). Viene comunemente indicato come rettificatrice, comunemente impiegata nei circuiti elettronici per la conversione da corrente alternata a continua fino agli anni 60, nei quali cominciarono a essere disponibili per gli impieghi civili i primi diodi a stato solido per alte tensioni.
Data però la particolare caratteristica di resistenza serie, viene impiegata da molti costruttori di apparecchiature audio ad alta fedeltà e per l'amplificazione di strumenti musicali, essendo stata rilevata l'importanza della sua caratteristica di conversione nei confronti del risultato sonoro. Alcuni costruttori offrono la possibilità di far funzionare l'apparecchio sia con raddrizzatore a valvola (tube rectifier) che a stato solido (solid state rectfier) con un semplice selettore azionabile dall'utente stesso. I modelli più comuni ed ancora utilizzati sono 5U4, GZ34, 5AR4.

### Diodo a gas
Il diodo a gas si differenzia da un normale diodo a vuoto per l'introduzione all'interno del bulbo di una certa quantità di gas a bassa pressione (vapori di mercurio, argon, neon e altri gas nobili); questa aggiunta altera in modo significativo il comportamento del componente:
fino a una certa tensione anodica (tensione di innesco) non si notano differenze dal tradizionale diodo a vuoto, ma appena tale soglia viene superata la somiglianza sparisce e si osserva un rapido aumento della corrente anodica fino a livelli altissimi.
Questo fenomeno avviene a causa dell'urto fra ioni positivi, provenienti dal gas ionizzato, e il catodo. Questo urto incrementa l'emissione del catodo stesso.
Il diodo a gas era generalmente utilizzato in rettificatori di potenza; il suo simbolo è quello del classico diodo, con all'interno un punto nero.

### Triodo
Aggiungendo una griglia tra il catodo e l'anodo, come fece per primo Lee De Forest nel 1907, si ottiene il triodo (vedi fig. 2).
La griglia, che è generalmente costituita da un filo avvolto a spirale o da una rete interposta nello spazio intorno al catodo, è in grado, opportunamente polarizzata, di controllare il flusso di elettroni tra catodo e anodo: polarizzata negativamente rispetto al catodo, questa respinge gli elettroni del flusso tanto più quanto più è polarizzata negativamente, fino alla tensione di cut-off in cui la corrente è zero. Quindi, variando la tensione della griglia si può controllare il flusso di corrente fra anodo e catodo, da zero fino al massimo che la valvola consente (punto di saturazione). Una piccola variazione di tensione sulla griglia provoca una notevole variazione della corrente anodo-catodo, ottenendo un'amplificazione.
I triodi sono usati principalmente per l'amplificazione audio a basso livello (preamplificazione). Non vengono usati in radiofrequenza per le elevate capacità parassite che presentano, specie quella tra griglia e anodo. Sebbene questa capacità sia di pochi picofarad, questa viene riflessa in una capacità effettiva uguale alla capacità reale moltiplicata per il guadagno dell'amplificatore, per effetto Miller, e viene vista come capacità d'ingresso. Tale capacità riduce notevolmente il guadagno alle alte frequenze.
Il parametro più importante del triodo è l'amplificazione μ, definita come
{\displaystyle \mu =-{\frac {\delta v_{p}}{\delta v_{g}}}_{i_{p}}}
dove con δvp si intende la variazione della tensione anodica (o di placca) prodotta da una variazione δvg della tensione di griglia (il pedice ip indica che la corrente anodica deve rimanere costante in corrispondenza delle sopraccitate variazioni di tensione); il segno meno è necessario poiché, affinché la corrente anodica rimanga costante a seguito di un incremento della tensione anodica, la tensione di griglia deve diminuire.

### Triodo a gas
Chiamato comunemente thyratron, è un particolare tipo di triodo al cui interno, invece di essere presente il vuoto è presente un gas nobile o una loro miscela a bassa pressione.
Per quanto riguarda il funzionamento si tratta alla fine di un diodo a gas la cui ionizzazione è innescata dalla griglia di controllo (si ha l'innesco nel momento in cui il catodo si trova a potenziale positivo rispetto a tale griglia). Nel momento della ionizzazione la griglia di controllo non è più in grado di intervenire e il comportamento diventa uguale a quello del diodo a gas.
Data la sua funzione di raddrizzatore con la possibilità di comandare i tempi di innesco agendo sul potenziale di griglia i suoi principali impieghi erano i generatori di segnali del tipo "a dente di sega", molto usati per basi dei tempi degli oscilloscopi CRT e dei cinescopi in generale.
La sua rappresentazione circuitale è quella di un triodo con un punto nero all'interno.

### Tetrodo
Per poter disporre di valvole capaci di amplificare anche segnali in alta frequenza, nel 1927 venne costruito il tetrodo. Ponendo una seconda griglia (la griglia schermo), posizionata tra la griglia controllo e l'anodo, si ottiene così uno schermo elettrostatico che diminuisce la capacità tra anodo e griglia controllo. Tuttavia, anziché a massa, la griglia schermo va collegata a una tensione derivata dall'anodica mediante un partitore di resistenze, perché altrimenti agirebbe come una seconda griglia controllo la quale solitamente è collegata alla sorgente di segnale tramite un condensatore di bypass. In questo modo il tetrodo permette anche amplificazioni a radiofrequenza, ma introduce nel segnale una certa distorsione per il fenomeno della emissione secondaria, cioè l'emissione dall'anodo di elettroni estratti dall'impatto di quelli, accelerati, provenienti dal catodo. Questo effetto è presente in tutte le valvole, ma solo nel tetrodo, con la griglia schermo molto vicina all'anodo, ad un potenziale positivo, costituisce un problema dato che l'aumento di corrente di griglia schermo, dovuto all'emissione secondaria, è a scapito della corrente anodica la cui diminuzione riduce il tratto lineare delle curve caratteristiche anodiche da cui la distorsione detta. Una possibile soluzione è usare armature focalizzanti che concentrino gli elettroni anodici e impediscano loro di colpire la griglia schermo: queste valvole furono chiamate tetrodi a fascio e sono state molto usate negli stadi di uscita degli amplificatori audio fino agli anni sessanta. I tetrodi a fascio di largo impiego 807 e 6V6 ne sono l'esempio più efficace.

### Pentodo
Il pentodo è, essenzialmente, un tetrodo con una griglia in più, la griglia di soppressione; questa ha lo scopo di ridurre l'emissione secondaria e la conseguente distorsione. La terza griglia viene normalmente collegata al catodo, in genere con un collegamento interno alla valvola, che quindi spesso ha lo stesso numero di piedini del tetrodo.
Il pentodo è un vero e proprio punto d'arrivo nello sviluppo della valvola: alta amplificazione, larga banda, bassa distorsione, buona linearità. I pentodi si trovano negli stadi a radiofrequenza e a media frequenza di un ricevitore, ma anche negli amplificatori d'uscita. Il difetto principale del pentodo è un maggiore livello di rumore introdotto nel segnale in uscita, che lo rende inadatto per i primi stadi di amplificazione o quando è necessaria un'amplificazione molto elevata, per questo motivo è solitamente preceduto da uno stadio amplificatore di tensione in genere costituito da triodi. Il tipo più comune è il modello EL34 (6CA7 nella notazione americana)

### Altri tipi di valvole

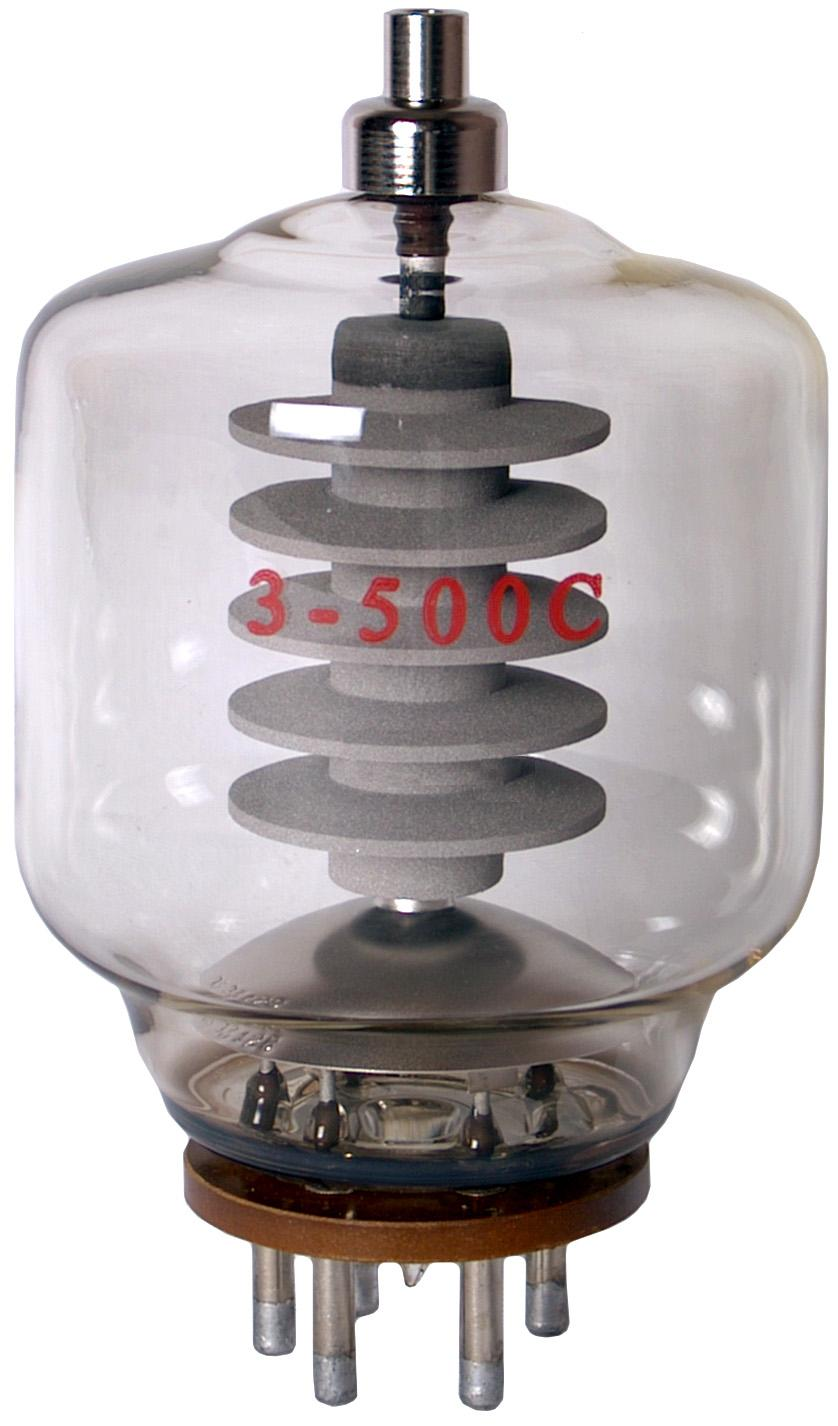
Moderna valvola di potenza

Oltre al pentodo sono stati sviluppati molti altri tipi di valvola, con un sempre maggior numero di griglie e dedicati alle applicazioni più disparate. Queste valvole vengono chiamate genericamente valvole multigriglia (esodi, eptodi, ottodi, ecc.): spesso sono usate nel convertitore di frequenza degli apparecchi supereterodina. Inoltre visto il ricorrere di alcuni schemi in uso delle valvole, i costruttori producono molti modelli di valvole multiple, con due valvole diverse nello stesso corpo di vetro, per risparmiare spazio e complessità. Particolarmente riuscito è l'abbinamento tra un triodo e un pentodo che, come visto sopra, permette di ottenere il meglio da entrambi gli elementi ognuno nel proprio àmbito; un esempio su tutte è la diffusissima serie ECL, che consentiva di ottenere un completo amplificatore di frequenza audio utilizzando un unico dispositivo.
Altra classe di valvole sono le valvole elicoidali, il cui funzionamento, anziché sul controllo del passaggio di elettroni tramite griglie è basato sulla corsa parallela degli elettroni nel fascio con la tensione elettrica in un filo elicoidale avvolto attorno ad esso, e sono usate per amplificare segnali radio nel campo delle microonde.
Anche il magnetron, usato in tutti i forni a microonde, è una valvola. Il suo particolare funzionamento gli consente di oscillare su una frequenza fissa (nel campo delle microonde) e di erogare una considerevole potenza, rispetto alle sue dimensioni. Questa valvola fu studiata e messa a punto dagli inglesi agli inizi della seconda guerra mondiale, con il magnetron infatti furono messi a punto i primi radar la cui catena di avvistamento, nome in codice "Chain home", contribuì a vincere la battaglia d'Inghilterra.
Trovano impiego in particolare nell'elettronica industriale tubi il cui funzionamento dipende da un gas contenuto nel bulbo, come i tubi dei regolatori di tensione e i thyratron. Tuttavia non sono valvole termoioniche, anche se spesso sono chiamati con il termine tubo elettronico, così come avviene per i tubi a vuoto.
Tubi con la funzione di indicatori ottici sono i display Nixie e l'occhio magico, quest'ultimo utilizzato come indicatore di sintonia nelle radio più antiche.
Un altro impiego dei tubi a vuoto, sono nei trasmettitori delle emittenti radio. Alcune di queste valvole, data la potenza sprigionata hanno bisogno di una refrigerazione costante per evitare un surriscaldamento.

### Impiego in alta fedeltà
Oggi, nell'ambito della riproduzione di audio musicale, nonostante le valvole siano state soppiantate dai circuiti a semiconduttore, vengono ancora prodotti amplificatori a tubi per l'impiego nella riproduzione musicale di alto livello. Questa scelta viene giustificata da una parte degli audiofili, i quali apprezzano la maggiore "musicalità" che caratterizza un amplificatore valvolare. Queste apparecchiature sono generalmente costose e pesanti (nell'ordine dei 15 kg e oltre), ma contraddistinte da una grande dolcezza, spazialità, definizione del suono; ciò per esempio, oltre ad una resa acustica di grande raffinatezza generale, le rende capaci di mascherare le asprezze talvolta presenti nelle moderne registrazioni digitali, rendendole più gradevoli. Risulta corretto osservare che quanto detto non deriva da riscontri oggettivi misurabili ma da sensazioni soggettive di una parte degli audiofili in questione, comunemente definiti audiofili soggettivi (distinti dai cosiddetti audiofili oggettivi, i quali prima delle proprie sensazioni mettono le misure oggettive della risposta di frequenza ed altri aspetti essenziali di interesse audiofilo).
Un largo utilizzo delle valvole va anche al mercato degli amplificatori valvolari per chitarra e basso. Infatti, nonostante il transistor sia molto più comodo poiché gli amplificatori a transistor sono più leggeri, più economici e anche più durevoli, le valvole sono comunque preferite specialmente dai chitarristi per la possibilità di sfruttare la gradevolissima saturazione delle valvole e godere delle tonalità di suono date proprio dal funzionamento in piena distorsione (clipping) delle valvole finali.